# Creagrutus calai
Creagrutus calai är en fiskart som beskrevs av Richard P. Vari och Edgar von Harold 2001. Creagrutus calai ingår i släktet Creagrutus och familjen Characidae. Inga underarter finns listade i Catalogue of Life.